# Jennifer Wood
Jennifer Wood (Canadá) é uma ex-ginasta canadense, que competiu em provas de ginástica artística.
Wood fez parte da equipe canadense que disputou os Jogos de Havana, em Cuba, em 1991. Neles, foi membro da seleção terceira colocada por equipes, ao ser superada pelas nações de Estados Unidos e Cuba. Individualmente, subiu ao pódio ainda na disputa do salto sobre o cavalo, na terceira colocação, em prova conquistada pela brasileira Luisa Parente.